# Putaoa huaping
Espèce
Putaoa huaping est une espèce d'araignées aranéomorphes de la famille des Linyphiidae.

## Distribution
Cette espèce est endémique du Guangxi en Chine,.

## Description
Le mâle holotype mesure 3,82 mm et la femelle paratype 3,92 mm.

## Étymologie
Son nom d'espèce lui a été donné en référence au lieu de sa découverte, la réserve naturelle nationale de Huaping.

## Publication originale
- Hormiga & Tu, 2008 : « On Putaoa, a new genus of the spider family Pimoidae (Aeaneae) from China, with a cladistic test of its monophyly and phylogenetic placement. » Zootaxa, no 1792, p. 1-21.